# 신 첩혈쌍웅
《신첩혈쌍웅》(新牒血雙雄, Thunder Cop)은 홍콩에서 제작된 곽요량 감독의 1996년 느와르,액션 영화이다. 오기륭 등이 주연으로 출연하였다. 대한민국에는 1996년 JJ비디오에서 비디오가 18세 이상 관람가 등급으로 출시되었다. 상영시간은 90분이다.

## 줄거리
1980년 대 말, 특수경찰관 위룡은 약혼녀 이화화에게 보석을 선물하기 위해 보석을 준비하나 이화화가 악당들에게 납치된다.

## 출연

### 주연
- 오기륭
- 조문선
- 오가려

### 조연
- 양사민
- 오의장
- 원경단
- 유약영

## 기타
- 의상: 하벽운

## 같이 보기
- 첩혈쌍웅
- 첩혈가두